# Rivellia quadrifasciata
Rivellia quadrifasciata is een vliegensoort uit de familie van de Platystomatidae. De wetenschappelijke naam van de soort is voor het eerst geldig gepubliceerd in 1835 door Macquart.